# Peter Drucker
Peter Ferdinand Drucker (Vienna, 19 novembre 1909 – Claremont, 11 novembre 2005) è stato un economista e saggista austriaco naturalizzato statunitense.
È stato uno dei pensatori e scrittori più noti e più influenti in materia di teoria e pratica del management. Ha inventato il concetto noto come gestione per obiettivi e autocontrollo ed è stato descritto come "il fondatore della gestione moderna". I suoi scritti hanno predetto molti dei principali sviluppi della fine del ventesimo secolo, comprese la privatizzazione e il decentramento; l'ascesa del Giappone come potenza economica mondiale; l'importanza decisiva del marketing e l'emergere della società dell'informazione con la sua necessità di apprendimento permanente. Nel 1959 Drucker coniò il termine "lavoratore della conoscenza" e considerò la produttività del lavoratore della conoscenza come la prossima frontiera del management parlando di economia della conoscenza.

## Biografia
Nato e vissuto a Vienna in una famiglia protestante luterana "liberale", sua madre Caroline Bondi aveva studiato medicina e suo padre, Adolf Drucker, era avvocato e impiegato statale di alto livello. È cresciuto in una casa dove intellettuali, alti funzionari governativi e scienziati si incontravano per discutere nuove idee. Tra i frequentatori: Joseph Schumpeter, Friedrich Hayek e Ludwig von Mises. Hans Kelsen era suo zio.
Dopo essersi diplomato al Döbling Gymnasium nel 1927, Drucker trovò poche opportunità di lavoro nella Vienna del primo dopoguerra, quindi si trasferì ad Amburgo, in Germania, lavorando prima come apprendista presso un'affermata azienda commerciale di cotone, poi come giornalista, scrivendo per Der Österreichische Volkswirt (The Austrian Economist).  In seguito Drucker si trasferì a Francoforte, dove accettò un lavoro presso il Daily Frankfurter General-Anzeiger.  Mentre si trovava a Francoforte, nel 1931 ottenne anche un dottorato in diritto internazionale e diritto pubblico presso la Goethe University.
Nel 1933, Drucker lasciò la Germania per l'Inghilterra. A Londra ha lavorato per una compagnia di assicurazioni, poi come capo economista in una banca privata. Si incontrò anche con Doris Schmitz, conosciuta ai tempi dell'Università di Francoforte, e si sposarono nel 1934. Nel 1937 la coppia si trasferì definitivamente negli Stati Uniti. Nel 1943 Drucker ebbe la cittadinanza statunitense e diventò professore di politica e filosofia al Bennington College dal 1942 al 1949, quindi per 22 anni professore universitario di management dal 1950 al 1971 alla New York University; nello stesso tempo svolse attività di scrittore freelance e consulente. È stato negli anni il consigliere dei CEO della General Motors, della Ford, dell’HP, della Johnson & Johnson, della Merck e della Motorola, consulente del presidente della Banca Mondiale, consigliere di Margaret Thatcher per le privatizzazioni e del presidente del Messico, Vicente Fox, di Jack Welch (General Electric), di Akito Morito (Sony), Andy Grove (Intel), Bill Gates (Microsoft).
Nel 1971 Drucker andò in California, dove ha sviluppato uno dei primi programmi MBA executive del paese per professionisti che lavoravano presso la Claremont Graduate University (allora nota come Claremont Graduate School). Dal 1971 fino alla sua morte, è stato professore di scienze sociali e management a Claremont.  La scuola di management della Claremont Graduate University è stata nominata Peter F. Drucker Graduate School of Management in suo onore nel 1987 (successivamente ribattezzata Peter F. Drucker e Masatoshi Ito Graduate School of Management). Ha fondato gli Archivi Drucker presso la Claremont Graduate University nel 1999; gli Archivi sono diventati l'Istituto Drucker nel 2006. Drucker ha tenuto la sua ultima lezione nel 2002 all'età di 92 anni. Ha continuato a fungere da consulente per aziende e organizzazioni non profit fino ai novant'anni.
Drucker morì l'11 novembre 2005 a Claremont, in California, per cause naturali, all'età di 95 anni. Aveva quattro figli. La moglie di Drucker, Doris, è morta nell'ottobre 2014 all'età di 103 anni.

## Opere
Peter Drucker ha scritto oltre 30 libri e i suoi scritti sono apparsi sulle più celebri pubblicazioni economiche, come The Economist, The Wall Street Journal e Harvard Business Review.
L'elenco delle sue pubblicazioni in lingua italiana comprende:
- Manuale di management  (1973) (1978 ETAS LIBRI)
- Il grande cambiamento (1976) (1996, Sperling & Kupfer Editori), ISBN 88-200-2268-0
- Le sfide del Management del XXI Secolo (1999, Franco Angeli Editrice), ISBN 88-464-1711-9
- Il futuro che è già qui: la professione del dirigente nella società postcapitalista (1999, Etas), ISBN 88-453-0928-2
- Il management, l'individuo, la società (2001, Franco Angeli Editrice), ISBN 88-464-3749-7
- Il management della società prossima ventura (2002, ETAS), ISBN 88-453-1189-9